# Phragmatobia y-album
Phragmatobia y-album là một loài bướm đêm thuộc phân họ Arctiinae, họ Erebidae.